# Franklin Rawson (gobernador)
Franklin de la Esperanza Rawson Guiñazú (Luján de Cuyo, 17 de diciembre de 1857-Buenos Aires, 4 de julio de 1944) fue un militar argentino, perteneciente al Ejército, que se desempeñó como gobernador del Territorio Nacional del Neuquén entre 1893 y 1899.

## Biografía
Nació en 1857 en Luján de Cuyo (Mendoza). Ingresó al Ejército Argentino en 1871, en el Regimiento 6 de Caballería, y en 1879 participó en la campaña denominada Conquista del Desierto. Alcanzó el grado de teniente coronel.
En 1893 el presidente Luis Sáenz Peña lo designó gobernador del Territorio Nacional del Neuquén, cargo que ocupó hasta 1899. Durante su gestión, se construyeron caminos y líneas de telégrafo. En 1897, fundó la localidad de Piedra del Águila, como cabecera de un nuevo departamento territorial, y designó a sus primeras autoridades. Fue sucedido de forma consecutiva e interina por Federico Anasagasti y Fernando Guarú.
En 1905 se retiró del Ejército y en 1917 recibió un reconocimiento por su participación en la campaña de 1879. Falleció en Buenos Aires en julio de 1944.
Su hijo Arturo también fue militar y participó en la Revolución del 43.